# فرانز جوسيف بوتشر
فرانز جوسيف بوتشر هو سياسي سويسري، ولد في 17 يناير 1834 في Kerns, Switzerland ‏ في سويسرا، وتوفي في 6 أكتوبر 1906 في القاهرة في مصر.